# Pieter Wijdekop
Pieter „Piet” Wijdekop (ur. 13 września 1912 w Amsterdamie, zm. 1 września 1982 w Heemskerk) – holenderski kajakarz. 
Razem ze swoim bratem Ceesem Wijdekopem zdobył na Letnich Igrzyskach Olimpijskich w Berlinie brązowy medal w kajakach składanych na dystansie 10 km z czasem 46 minut, 12 sekund i 4 setne.